# Киргизстански сом
Киргизстанският сом (на киргизки: Кыргыз сому) е паричната единица на Киргизстан. Един сом се дели на 100 тъйъна (ед.ч. на киргизки: тыйын). Въведен е в употреба през 1993, когато замества съветската рубла. Думата сом в тюркските езици означава „чист“, като се има предвид „чисто злато“.
Монетите се появяват през 2008 година, което прави Киргизстан последната бивша съветска република, въвела монети в обращение. Единствената бивша република, която все още не е въвела монети, е Беларус. Въвеждането им е наложено от навлизането на машини със слотове и нуждите на нарастващия брой улични търговци.
Първата серия банкноти излиза през 1993. Тя се отличава с особените банкноти от 1, 10 и 50 тъйъна, които са почти квадратни. Следващите емисии са през 1994, 1997 и 2009.